# Herochroma curvata
Herochroma curvata là một loài bướm đêm thuộc họ Geometridae. Loài này có ở Trung Quốc (Đảo Hải Nam và tỉnh Quảng Tây).
Chiều dài cánh trước là 19–20 mm đối với con đực.